# Newcastle (Wyoming)
Newcastle és l'única ciutat i seu del comtat de Weston a l'estat de Wyoming dels Estats Units d'Amèrica.

## Demografia
Segons el cens dels Estats Units del 2000 Newcastle tenia 3.065 habitants, 1.253 habitatges, i 844 famílies. La densitat de població era de 479,1 habitants/km².
Dels 1.253 habitatges en un 30,4% hi vivien nens de menys de 18 anys, en un 54% hi vivien parelles casades, en un 10,1% dones solteres, i en un 32,6% no eren unitats familiars. En el 28,4% dels habitatges hi vivien persones soles el 13% de les quals corresponia a persones de 65 anys o més que vivien soles. El nombre mitjà de persones vivint en cada habitatge era de 2,35 i el nombre mitjà de persones que vivien en cada família era de 2,88.
Per edats la població es repartia de la següent manera: un 24,3% tenia menys de 18 anys, un 7,9% entre 18 i 24, un 24,7% entre 25 i 44, un 24,5% de 45 a 60 i un 18,6% 65 anys o més.
L'edat mediana era de 40 anys. Per cada 100 dones de 18 o més anys hi havia 91,5 homes.
La renda mediana per habitatge era de 29.873 $ i la renda mediana per família de 36.929 $. Els homes tenien una renda mediana de 31.222 $ mentre que les dones 16.628 $. La renda per capita de la població era de 15.378 $. Entorn del 7,5% de les famílies i l'11,4% de la població estaven per davall del llindar de pobresa.

## Poblacions properes
El següent diagrama mostra les poblacions més properes.